# 瓦塔慕迪
瓦塔慕迪（1966年7月16日—）是马来西亚政治人物、律师、大马进步党主席。2018年7月被首相马哈迪·莫哈末委任为首相署部长（国家团结及社会和谐事务）直至2020年2月希盟政府倒台。在2022年大选中，他带领进步党力挺国阵。
作为希盟时期的首相署部长，瓦塔慕迪曾提出成立国家和谐与和解委员会的法案。